# Chinchorroïta
La chinchorroïta és un mineral de la classe dels fosfats. Rep el nom pels chinchorro, els habitants de la regió costanera del nord de Xile i del sud del Perú entre l'any 9.000 fins i el 3.500 aC, a on es troba la localitat tipus.

## Característiques
La chinchorroïta és un arsenat de fórmula química Na₂Mg₅(As₂O₇)₂(AsO₃OH)₂(H₂O)₁₀. Va ser aprovada com a espècie vàlida per l'Associació Mineralògica Internacional l'any 2018, sent publicada per primera vegada el 2019. Cristal·litza en el sistema triclínic. La seva duresa a l'escala de Mohs és 2,5.
L'exemplar que va servir per a determinar l'espècie, el que es coneix com a material tipus, es troba conservat a les col·leccions mineralògiques del Museu d'Història Natural del Comtat de Los Angeles, a Los Angeles (Califòrnia) amb el número de catàleg: 67257.

## Formació i jaciments
Va ser descoberta a la mina Torrecillas, a Salar Grande, dins la província d'Iquique (Tarapacá, Xile). Aquesta petita mina d'arsènic és l'únic indret de tot el planeta on ha estat descrita aquesta espècie mineral.